# Centre d'informació sobre la xarxa
Network Information Center o Centre d'Informació sobre la Xarxa, més conegut pel seu acrònim NIC, és un grup de gent, un organisme o una institució encarregada d'assignar dominis d'Internet sota el seu domini de xarxa siguin genèrics o de països, a persones naturals o empreses que mitjançant un DNS poden muntar llocs d'Internet mitjançant un proveïdor d'allotjament.
Bàsicament existeix un NIC per a cada país al món i aquest NIC és el responsable per a tots els dominis amb acabament corresponent a aquest país, per exemple: NIC Mèxic és l'encarregat de tots els dominis que acaben en .mx, la qual és l'acabament corresponent a dominis de Mèxic.